# Letland op het Eurovisiesongfestival 2025
Letland neemt deel aan het Eurovisiesongfestival 2025 in Bazel, Zwitserland. Het is de 25ste deelname van het land aan het Eurovisiesongfestival. LTV is opnieuw verantwoordelijk voor de Letse bijdrage voor de editie van 2025.

## Selectieprocedure

### Supernova 2025
Voor de tiende keer werd gekozen voor de nationale finale Supernova. De competitie ging uiteindelijk van start op 1 februari 2025 met een halve finale waarin 20 kandidaten streden voor een plaats in de grote finale op 8 februari 2025. De 20 kandidaten werden geselecteerd door een panel van een Letse jury. Er waren 96 deelnemers die een inzending stuurden, 12 minder dan vorig jaar. Onder de kandidaten werden onder meer Justs (Letse deelnemer in 2016) en Citi Zēni (Letse deelnemer in 2022) geselecteerd.

### Finale
De finale vond plaats op 8 februari 2025 met 10 kandidaten. Op voorhand was The Ludvig de te kloppen favoriet. Het was echter de folk band Tautumeitas dat won met het nummer Bur man laimi.
|    | Artiest                | Song                 | Jury | Televoting | Televoting           | Totaal | Plaats |   |        |   |    |   |
| -- | ---------------------- | -------------------- | ---- | ---------- | -------------------- | ------ | ------ | - | ------ | - | -- | - |
| 1  | Artiest                | Song                 | Jury | Chris Noah | "Romance Isn't Dead" | Totaal | Plaats | 7 | 27.808 | 7 | 14 | 5 |
| 2  | Palú                   | "Delusional"         | 4    | 6.309      | 3                    | 7      | 7      |   |        |   |    |   |
| 3  | Sinerģija              | "Bound by the Light" | 3    | 6.184      | 2                    | 5      | 9      |   |        |   |    |   |
| 4  | Citi Zēni              | "Ramtai"             | 12   | 22.562     | 6                    | 18     | 3      |   |        |   |    |   |
| 5  | Tepat                  | "Sadzejot"           | 2    | 4.848      | 1                    | 3      | 10     |   |        |   |    |   |
| 6  | The Ludvig             | "Līgo"               | 5    | 69.933     | 12                   | 17     | 4      |   |        |   |    |   |
| 7  | Markus Riva            | "Bigger than This"   | 1    | 18.927     | 5                    | 6      | 8      |   |        |   |    |   |
| 8  | Tautumeitas            | "Bur man laimi"      | 8    | 61.028     | 10                   | 18     | 1      |   |        |   |    |   |
| 9  | Bel Tempo and Legzdina | "The Water"          | 6    | 15.047     | 4                    | 10     | 6      |   |        |   |    |   |
| 10 | Emilija                | "Heartbeat"          | 10   | 56.577     | 8                    | 18     | 2      |   |        |   |    |   |

## In Bazel
Letland trad aan in de tweede halve finale op 15 mei 2025. Tegen de verwachtingen in stootte het land vlot door naar de finale met een zilveren plek. In de grote finale trad Letland aan als 11de act na IJsland en voor Nederland. De groep eindigde uiteindelijk op de 13de plaats met 158 punten. 116 punten van de vakjury en 42 van de televoting. De jury's uit het Verenigd Koninkrijk, Litouwen en Denemarken gaven de volle 12 punten aan Letland. Het Litouwse publiek eveneens. 
2000 · 2001 · 2002 · 2003 · 2004 · 2005 · 2006 · 2007 · 2008 · 2009 · 2010 · 2011 · 2012 · 2013 · 2014 · 2015 · 2016 · 2017 · 2018 · 2019 · 2020 · 2021 · 2022 · 2023 · 2024 · 2025
Albanië · Armenië · Australië · Azerbeidzjan · België · Cyprus · Denemarken · Duitsland · Estland · Finland · Frankrijk · Georgië · Griekenland · Ierland · IJsland · Israël · Italië · Kroatië · Letland · Litouwen · Luxemburg · Malta · Montenegro · Nederland · Noorwegen · Oekraïne · Oostenrijk · Polen · Portugal · San Marino · Servië · Slovenië · Spanje · Tsjechië · Verenigd Koninkrijk · Zweden · Zwitserland